# 잔고: 분노의 적자
잔고: 분노의 적자는 2023년 개봉한 대한민국의 영화이다.

## 캐스팅

### 주연
- 정광우 : 잔고 역
- 서현민 : 닥터 솔트 역
- 손이용 : 빚갚으리오 역

### 조연
- 정수진 : 잔디 역
- 손규진 : 쿠엔틴 역
- 김단비 : 파티장 손님 역